# Mobi
Mobi — российский журнал, посвящённый мобильной электронике и цифровой технике. Распространялся в России и СНГ, издавался с сентября 2004 года по декабрь 2009 компанией «ТехноМир». Средний тираж — 70 тысяч экземпляров, большая его часть укомплектована двухслойным DVD диском. Объём журнала в разные периоды составлял от 128 до 176 страниц.
С 2009 года печатная версия прекратила выход. Статьи и обзоры публиковались в Интернете на Mobi.ru до июня 2014 года, после чего сайт был заморожен, а в апреле 2016 закрыт.

## Формат
Mobi — экспертный глянцевый журнал, посвящённый мобильным телефонам, ноутбукам и цифровым гаджетам. В журнале публиковались детальные тесты свежих устройств, обзоры новых технологий, услуг и сервисов. Также в Mobi можно было найти обзорные статьи по компьютерным технологиям, рассказы о ключевых персонах и компаниях этой индустрии и исторические экскурсы.

## Целевая аудитория
Журнал рассчитан на широкую аудиторию, интересующуюся мобильной и цифровой техникой. Возраст читателя — от 16 до 35 лет, большая часть — мужчины.
Подача текста подразумевает определённый уровень технической грамотности. Также зачастую используется жаргонные выражения.

## Основные рубрики
- Новости
- Телефоны, смартфоны и коммуникаторы
- Ноутбуки
- Цифровой мир
- Персональный компьютер
- Было и будет
- Викторины и конкурсы
- Письма читателей
- Косой взгляд — авторские колонки известных людей

## Система оценок устройств
Для оценки устройств, попадающих в Mobi, используется специальный двухступенчатый рейтинг.
Предварительные обзоры
Свежеанонсированные устройства, в первую очередь попадают в рубрику «Первый взгляд». В ней редакция даёт предварительную оценку устройству — на основе имеющейся информации, иллюстраций и собственной интуиции. Так как эта оценка субъективна, редакция ставит «рейтинг ожидания». По нему можно судить, насколько это устройство заинтересовало редакцию.
Рейтинги названы в соответствии с ценностью некоторых металлов — от платины до железа.
1. Платина. Этот рейтинг присваивается устройствам, которые сильно заинтересовали редакцию и с большой вероятностью появятся в тестах.
2. Золото. Это, безусловно, интересное устройство. Ничего особенно нового в нём нет, но в тестах оно появится, и продаваться, вероятно, будет хорошо.
3. Серебро. Ничего нового. Среднее по всем характеристикам устройство, особого интереса не представляющее. Появление в тестах маловероятно.
4. Медь. Странное устройство, особая известность ему не светит. Продаваться не будет, и зачем его выпускали — не понятно.
5. Железо. Этот рейтинг в журнале появляется крайне редко. Ставится откровенно никчёмным устройствам, заведомо обречённым на провал и забвение.

Экспертизы
В разделе «Экспертиза» публикуются глубокие и детальные обзоры устройств. Рассматривается всё — от внешнего вида до программной начинки устройств.
Устройства оцениваются по нескольким критериям — количественным и качественным.
1. Общие оценки, которые сложно перевести в цифры, находятся в блоке Хорошо/Плохо. Это субъективная оценка эксперта, его личное мнение.
2. Объективные оценки ставятся по 10-балльной шкале по четырём критериям:
  - Технический уровень. Оценка производительности устройства, его «навороченности». Это относительный критерий. Самое мощное устройство в категории получает 10 баллов.
  - Качество исполнения — Оценка качества исполнения, качества материалов корпуса, отделки и проч.
  - Эргономика и удобство — Оценка удобства использования, качества предустановленного софта и некоторых других параметров.
  - Соответствие стоимости — Насколько данное устройство стоит запрошенных денег. Данная оценка может меняться с течением времени, и валидна только на момент поступления устройства в продажу.
3. Кроме этих оценок, редакция выносит общий количественный рейтинг — от 0 до 10 баллов с шагом 0,5 балла. Он не выводится напрямую из остальных оценок, и является общей оценкой устройства, построенной на всей информации, которой владеет эксперт на момент публикации журнала.
4. Кроме рейтингов, в журнале используется три награды: «Выбор Редакции», «Правильная покупка» и «Революция».
  - Выбор редакции — главная награда, даётся только лучшим устройствам, несколько раз в год.
  - Правильная покупка — более распространенная награда, даётся устройствам, которые редакция рекомендует купить.
  - Революция — редкая награда, даётся инновационным устройствам. Один из примеров — первый iPhone (сентябрь 2007)

## Викторины и конкурсы
Каждый номер в журнале разыгрываются ценные призы. Участвовать в этих конкурсах может любой читатель — для этого достаточно правильно ответить на несколько вопросов и прислать ответы в редакцию по электронной почте или SMS.

## «Косой взгляд»
С осени 2008 года в журнале появились авторские колонки. Туда писал известный писатель-фантаст Олег Дивов.

## DVD-Диск и видеонаправление
Одним из основных проектов редакции являлось DVD-приложение к журналу. Начиналось оно как архив программ, но потом на диске появились  каталоги устройств, статьи, дополнительные материалы к статьям.
Заметная часть диска была посвящена видео. Под конец существования журнала был сформирован полноценный видеораздел, в котором можно было найти видеообзоры устройств, репортажи с выставок, отчеты об интересных событиях. Раздел вели Сергей Мельников и Василиса Данилова.

## Коллектив
- Главный редактор журнала — Евгений Тер-Авакян
- Выпускающий редактор — Леонид Молвинских
- Заместитель главного редактора — Роман Бобков
- Руководитель видеонаправления — Сергей Мельников
- Редактор спецпроектов — Василиса Данилова
- Главный редактор DVD-диска — Андрей Письменный
- Главный редактор сайта Mobi.ru — Алексей Талан
- Редакторы: Антон Спиридонов, Алексей Дрожжин, Елена Дроздова, Екатерина Жигало